# Adegem
Adegem (fr. Adeghem) – dzielnica (deelgemeente) gminy Maldegem w Belgii, w Regionie Flamandzkim, w prowincji Flandria Wschodnia, w okręgu Eeklo. 1 stycznia 2020 roku liczyła 6522 mieszkańców. Do 31 grudnia 1976 samodzielna gmina. 

## Demografia
Liczba mieszkańców, stan na 1 stycznia:
| Rok                | 1900 | 1930 | 1961 | 1970 | 2020 |
| ------------------ | ---- | ---- | ---- | ---- | ---- |
| Liczba mieszkańców | 3913 | 4370 | 5253 | 5463 | 6522 |